# Міцацителі
Міцацителі (груз. მიწაწითელი) — село в Грузії.
За даними перепису населення 2014 року в селі проживає 338 осіб.